# Браєн Бойл
Браєн Пол Бойл (англ. Brian Paul Boyle; 18 грудня 1984, м. Гінгем, США) — американський хокеїст, центральний нападник. Виступає за «Тампа-Бей Лайтнінг» у Національній хокейній лізі.
Виступав за Бостонський коледж (NCAA), «Манчестер Монаркс» (АХЛ), «Лос-Анджелес Кінгс», «Нью-Йорк Рейнджерс».
В чемпіонатах НХЛ — 473 матчі (67+57), у турнірах Кубка Стенлі — 77 матчів (10+11).